# Live-Evil
Live-Evil – podwójny album nagrany przez Milesa Davisa w 1970 r., zawierający zarówno nagrania koncertowe, jak i studyjne.

## Historia nagrania i charakter albumu
Album ten zawiera nagrania koncertowe i studyjne. Pod koniec 1970 r. Miles Davis został zaangażowany na kilka koncertów w waszyngtońskim The Cellar Door. Jak wspomina saksofonista Gary Bartz muzycy w grupie zmieniali się – kiedy ktoś miał inne zobowiązania lub chciał grać np. inny rodzaj muzyki – odchodził. Davis nie wyrzucał z zespołu nikogo. Po odejściu Chicka Corei i Dave'a Hollanda Miles przesłuchał kilku basistów i przyjął dopiero Michaela Hendersona, basistę Arethy Franklin. Miał on więc duże doświadczenie w graniu rhythm and bluesa. Początkowo Miles nie był jednak zdecydowany, gdyż Henderson nie umiał grać na kontrabasie.
Chicka Corei nie zastąpił nikt, więc Keith Jarrett równocześnie grał na organach i elektrycznym pianinie.
Ten zespół nigdy nie grał także na koncercie z Johnem McLaughlinem, ale okazało się, że z jego strony nie było żadnych problemów – był pełnoprawnym członkiem grupy.
Nagrania studyjne były wykonywane przez większe zespoły, dlatego ich brzmienie jest bogatsze od koncertowych. Wszystkie te utwory miały rozbudowaną sekcję rytmiczną; we wszystkich grało dwóch perkusistów oraz wspomagał ich niezwykle energiczny Airto Moreira.
Wszystkie kompozycje były autorstwa Milesa Davisa, oprócz „Little Church” (autorem był Hermeto Pascoal) i „Double Image” (autorem był Joe Zawinul).

## Muzycy
- Miles Davis – trąbka (wszystkie utwory)
- Gary Bartz – saksofon sopranowy I (1/1), (1/2); II (2/3, 1/4) saksofon altowy I (1/1, 1/2); II (2/3, 1/4)
- Steve Grossman – saksofon sopranowy I (2/1), (2/2); II (1/3)
- Wayne Shorter – saksofon sopranowy I(3/1)
- John McLaughlin – gitara I (1/1, 2/1, 3/1), (1/2); II (2/3), (1/4)
- Keith Jarrett – elektryczne pianino I (1/1), (1/2); II (2/3) (1/4); organy I (1/1), 2/2), (1/2), (2/2); II (1/3), (2/3), (1/4)
- Chick Corea – elektryczne pianino I (2/1), (3/1), (2/2); II (1/3)
- Herbie Hancock – elektryczne pianino I (2/1), (2/2); II (1/3)
- Joe Zawinul – elektryczne pianino I (3/1)
- Michael Henderson – gitara basowa I (1/1), (1/2); II (2/3), (1/4)
- Dave Holland – gitara basowa I (2/1), kontrabas I (2/1), (3/1),
- Ron Carter – kontrabas I (2/2); II (1/3)
- Jack DeJohnette – perkusja (wszystkie utwory)
- Billy Cobham – perkusja I (3/1)
- Airto Moreira – instrumenty perkusyjne (wszystkie utwory)
- Hermeto Pascoal – perkusja I (2/1), (2/2); II (1/3) gwizdanie I (2/1), głos I (2/1), (2/2) II (1/3), elektryczne pianino I (2/1)
- Khalil Balakrishna – elektryczny sitar I (3/1)

## Lista utworów

### Płyta pierwsza (I)

#### Strona pierwsza (1)
1. „Sivad” – 15:13
2. „Little Church” – 3:14
3. „Medley” – 5:53
  1. „Gemini”
  2. „Double Image”

#### Strona druga (2)
1. „What I Say” – 21:09
2. „Nem Um Talvez” – 4:03

### Płyta druga (II)

#### Strona trzecia (3)
1. „Selim” – 2:12
2. „Funky Tonk” – 23:26

#### Strona czwarta (4)
1. „Inamorata and Narration by Conrad Roberts” – 26:29

## Opis płyty

### Płyta analogowa (winylowa)
- Producent – Teo Macero
- Inżynier dźwięku – Stan Tonkel
- Miksowanie – Russ Payne
- Miejsce nagrania –

The Cellar Door, Waszyngton, DC (koncert) [Pł.I, str.1, utw. 1; str. 2, utw. 1]; [Pł.II, str.3, utw. 2; str. 4, utw. 1]
Columbia Studio B, Nowy Jork [Pł.I, str.1, utw. 2, 3; str.2, utw. 2]; [Pł. 2, str. 3, utw. 1]
- Daty nagrania – 6 lutego 1970 (Pł.I, str.1, utw. 3); 3 czerwca 1970 (Pł.I, str.2, utw. 2); (Pł.II, str.3, utw. 1); 4 czerwca 1970 (Pł.I, str.1, utw. 2); 19 grudnia 1970 (Pł.I, str.1, utw. 1); (Pł.I, str.2, utw. 1); (Pł.II, str.3, utw. 2); (Pł.II, str.4, utw. 1)
- Czas albumu – 101 min. 39 sek/ 1 godz. 41 min. 39 sek.
- Data wydania – 17 listopada 1971
- Firma nagraniowa – Columbia
- Projekt okładki – John Berg
- Grafika – Abdul Mati
- Fotografie – Don Hunstein
- Numer katalogowy – PG 30954

### Wznowienie na CD
- Producenci – Bob Beleden
- Cyfrowy mastering – Tom Ruff
- Studio – Sony Music Studios, Nowy Jork
- Dyrektor projektu wznowień – Seth Rothstein
- Columbia Jazz Reissue Series – Steve Berkowitz i Kevin Gore
- Kierownik artystyczny – Cozbi Sanchez-Cabrera
- Projekt – Randall Martin
- Koordynator A & R – Patti Matheny
- Firma nagraniowa – Columbia/Legacy
- Numer katalogowy – CK 86556
- ©1997 Sony Music Entertainment Inc.